# تايرون كارتر
تايرون كارتر (بالإنجليزية: Tyrone Carter)‏ هو لاعب كرة قدم أمريكية أمريكي، ولد في 31 مارس 1976 في فورت لودرديل في الولايات المتحدة.

## وصلات خارجية
- تايرون كارتر على موقع مرجع كرة القدم المحترفة.كوم (الإنجليزية)